# Barre des Écrins
De Barre des Écrins is de hoogste berg van het Massif des Écrins in het Nationaal park Écrins. In 1860 werd Savoye geannexeerd door Frankrijk. De Mont Blanc behoorde voor 1860 dan ook niet bij Frankrijk (behalve van 1792 tot 1815, zie departement Mont-Blanc). De Barre des Écrins was voor 1860, met 4102 m, de hoogste top van het land. Lange tijd werd echter gedacht dat de Mont Pelvoux hoger was en dus het hoogste punt van het koninkrijk Frankrijk vormde. De Mont Pelvoux verbergt door zijn massieve vorm en locatie immers de top van de Barre des Écrins vanuit het dal van de Durance.
De Barre des Écrins is de enige berg hoger dan 4000 meter die in zijn geheel in Frankrijk ligt. De berg is omringd door twee gletsjers: Glacier Blanc en Glacier Noir. De Barre is bekend van zijn steile,  indrukwekkend zuidkant. Het Massif des Écrins ligt in de zuidelijke Franse Alpen vlak bij het stadje Briançon.
De Barre des Écrins werd in 1864 voor het eerst beklommen door een groep Britse klimmers, onder wie Edward Whymper en de Franse gids Michel Croz. Beiden werden bekend om de eerste beklimming van de Matterhorn.
De bergtop bestaat uit migmatiet die een gneiss oorsprong heeft. Daaronder ligt een graniet intrusie. Graniet is de meest kenmerkende gesteentesoort in de Écrins.
De Barre des Écrins is zowel de westelijkste als de zuidelijkste vierduizender van de Alpen.